# Derechos humanos durante el estallido social en Chile
Los derechos humanos durante las masivas manifestaciones en el contexto del estallido social, ocurrido en Chile entre octubre de 2019 y marzo de 2020, tuvieron especial relevancia. Esto incluye la reacción de organismos tanto chilenos como internacionales. Estas protestas en el país surgieron en contra de la desigualdad, el modelo económico, el alto costo de vida, entre otros, por parte de la sociedad chilena como forma de expresar el malestar hacia las autoridades.

## Instituto Nacional de Derechos Humanos

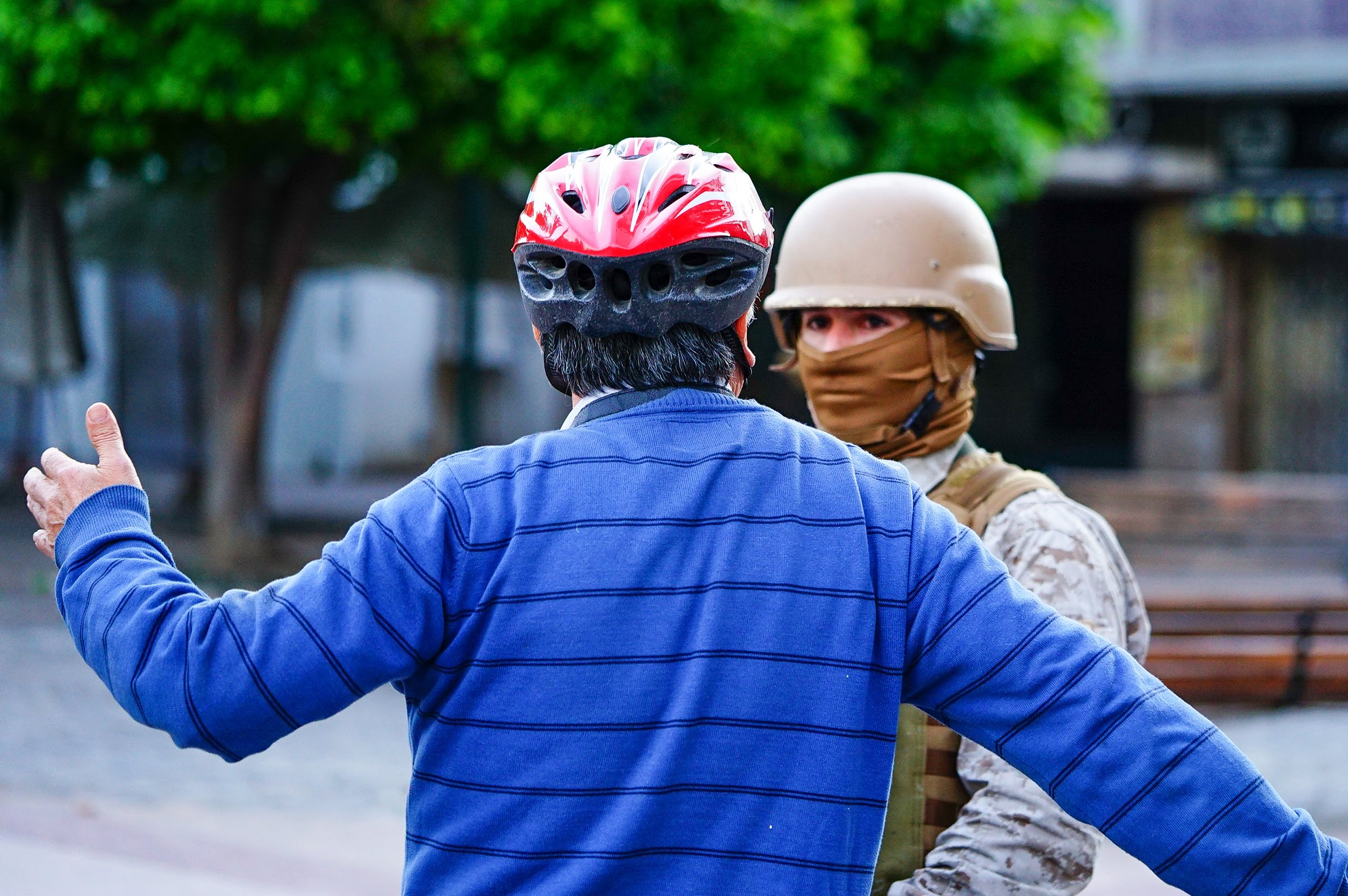
Un manifestante frente a un militar, durante las protestas.

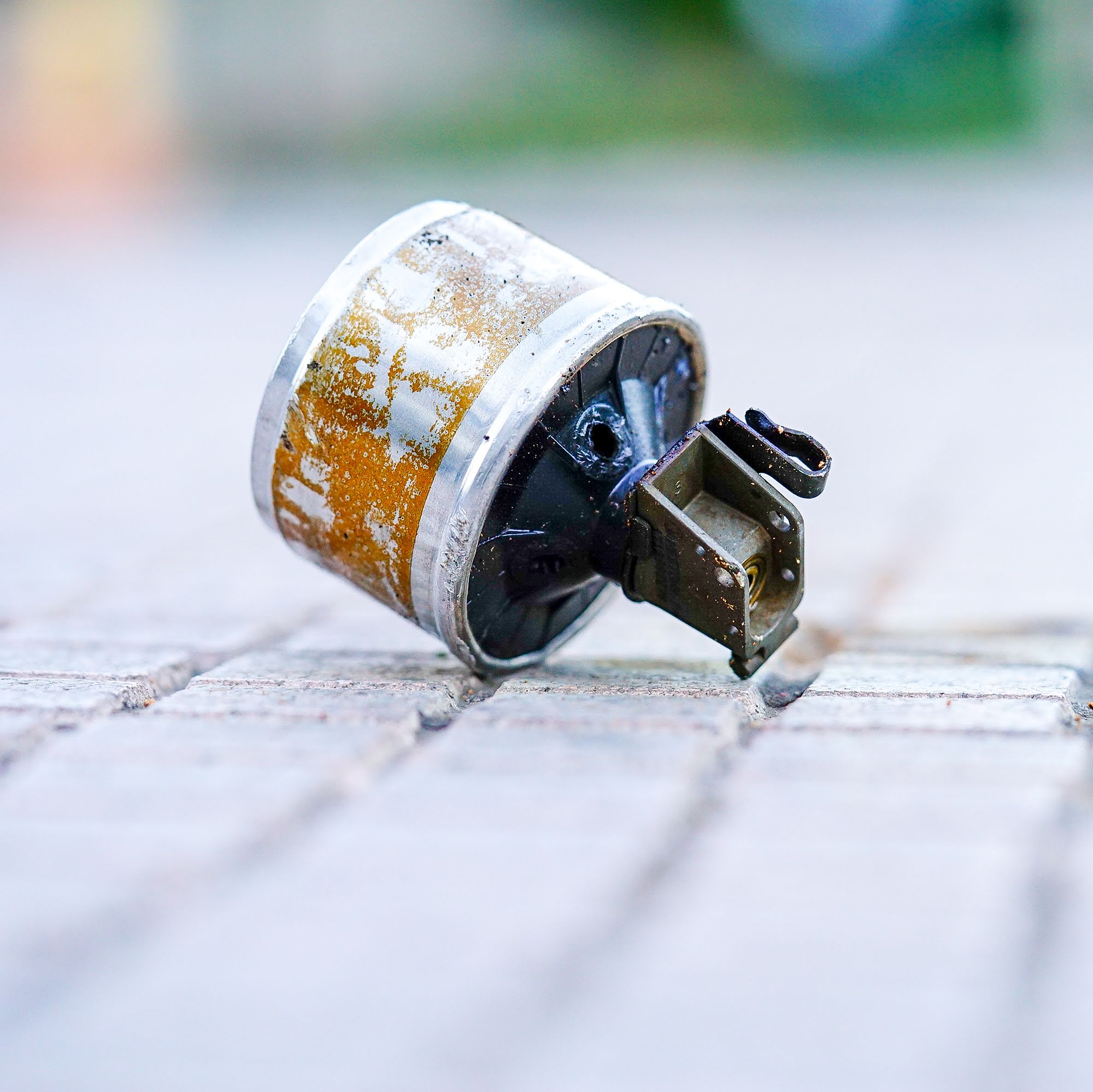
Restos de bombas de gas lacrimógeno lanzado por carabineros contra las protestas.

Tras la declaración de estado de emergencia y toque de queda en la mayor parte del territorio chileno surgieron diversas denuncias de abusos y excesos ejercidos por las Fuerzas Armadas y Carabineros de Chile. El Instituto Nacional de Derechos Humanos (INDH) y las unidades de derechos humanos de la Policía de Investigaciones (PDI) y del Ministerio Público canalizaron dichas denuncias. También se denunció en redes sociales un sinnúmero de instancias de uso de violencia excesiva por parte de los agentes estatales de orden; incluidas algunas que ocurrieron durante transmisiones de televisión en vivo.
Entre los excesos identificados se encuentran los siguientes:
- Represión de manifestaciones pacíficas.[3][4]
- Detención ilegal de manifestantes desde sus viviendas.[5]
- Disparos militares contra viviendas y edificios privados.[2]
- Golpizas, humillaciones y amenazas de violación a detenidos[6][7]
- Tortura contra niños y una carabinera que se encontraba de civil.[8][9]
- Ataques homofóbicos, violaciones y torturas contra personas homosexuales.[10]
- Violencia específica contra mujeres y personas LGBT+.[11]
- Simulacros de fusilamiento.[12]

Durante la madrugada del 23 de octubre de 2019 salió a la luz la denuncia de un estudiante que sufrió torturas dentro de la estación Baquedano del Metro de Santiago, que involucraba una comisaría de carabineros y que no estaba atendiendo público. El estudiante aseguró que se trataba de un centro de detención ilegal y que se estaban torturando más personas allí. Esa misma mañana personal del INDH, la PDI y jueces de garantía revisaron el lugar y no encontraron indicios de torturas ni de detenciones ilegales, aunque iniciaron una investigación para descartar cualquier irregularidad. En abril de 2020 un informe de la Brigada de Derechos Humanos de la PDI señaló que no se logró establecer la veracidad de los hechos denunciados e indicó incongruencias en los testimonios de denunciantes. Finalmente, en junio del mismo año, la fiscalía descartó la acusación de torturas y el caso fue sobreseído definitivamente por el Octavo Juzgado de Garantía de Santiago. Según investigaciones de prensa, se usaron supermercados saqueados como centros de detención y tortura.
El 22 de octubre de 2019 INDH denunció que la dirección del Hospital de Urgencia Asistencia Pública, más conocido como «Posta Central», cerró sus puertas e impidió que el personal ingresara para verificar el estado de las personas heridas y solo pudo ingresar tras la orden de un juez de garantía, por lo que el Ministerio de Salud ordenó un sumario administrativo para hallar a los responsables. El día 29 de octubre de 2019, Carabineros hirió con siete disparos de balín al jefe de la unidad de finanzas del INDH, Jorge Ortiz, mientras observaba las manifestaciones en terreno.
Hasta el 30 de diciembre de 2019, el INDH presentaba 980 acciones judiciales en representación de 1140 personas: 22 recursos de amparo, 5 querellas por homicidio, 18 querellas por homicidio frustrado, 137 querellas por violencia sexual (incluidas 4 violaciones),777 querellas por torturas y tratos crueles, 16 por lesiones y 5 recursos de quejas. El organismo visitó 9589 personas detenidas, incluidos 1100 menores de edad.

### Reacciones
El Ministerio del Interior y Seguridad Pública negó referirse a las situaciones de excesos y fallecimientos frente a la prensa durante los primeros días de manifestaciones. Solo el 23 de octubre de 2019 el subsecretario del Interior Rodrigo Ubilla se refirió al respecto e indicó que «la institucionalidad está funcionando» ante las denuncias de apremios ilegítimos por las Fuerzas Armadas. El ministro de la cartera Andrés Chadwick señaló que no tenía «ninguna responsabilidad política en esta situación» tras ser pedida su renuncia. El ministro de Justicia y Derechos Humanos Hernán Larraín lamentó las cifras de fallecidos y heridos; y también enfatizó que las instituciones armadas debían seguir los protocolos existentes y que el Estado de emergencia no podía impedir las manifestaciones.
El 30 de octubre de 2019 la Alta Comisionada de Derechos Humanos de la Organización de las Naciones Unidas y expresidenta del país, Michelle Bachelet, envió una misión para verificar denuncias de violaciones a los derechos humanos ejercidas por el gobierno. En tanto, el equipo de investigadores enviado por Amnistía Internacional afirmó que lo ocurrido en Chile era «realmente grave» y destacaron que las violaciones a los derechos humanos se registraron a nivel masivo y por un tiempo sostenido, con consecuencias serias para la población. La Comisión Interamericana de Derechos Humanos (CIDH) también manifestó preocupación ante el uso excesivo de la fuerza pública y urgió al Estado chileno para que entablara un diálogo con las partes involucradas. Tras una petición de un centenar de organizaciones, el organismo envió una solicitud al canciller Teodoro Ribera para que el gobierno autorizara una visita in loco con el fin de examinar la situación de los derechos humanos en el contexto de las protestas. La organización Human Rights Watch también envió una comitiva al país, mientras que el programa Unicef alertó vulneraciones a menores de edad.
La activista guatemalteca de los derechos humanos y Premio Nobel de la Paz Rigoberta Menchú visitó el país a comienzos de noviembre para dar una charla en la casa central de la Universidad de Chile. También se reunió con los consejeros del Instituto Nacional de Derechos Humanos y fue al Palacio de La Moneda para dejar una carta al presidente firmada junto con Guillermo Whpei, presidente de la Fundación para la Democracia Internacional (FIHRM). En la carta, Menchú y Whpei condenaron la represión y las vulneraciones de quienes ejercen «su legítimo derecho ciudadano a la protesta y a la manifestación de sus justas demandas».
El 30 de octubre de 2019, un grupo de parlamentarios de las bancadas de Oposición presentaron una acusación constitucional en contra de Andrés Chadwick, ya habiendo sido removido de su cargo dos días antes, y apuntaron a la responsabilidad política del exministro por el actuar de las Fuerzas Armadas y de Orden ante los crímenes y violaciones de los derechos humanos durante las movilizaciones. El gobierno calificó el juicio político como una «pequeñez». Los partidos oficialistas lo interpretaron como una «venganza». Diputados de Oposición también anunciaron una acusación constitucional contra el presidente de la República.
La diputada Paulina Núñez (RN) acusó al Instituto Nacional de Derechos Humanos (INDH) por formar parte de un montaje liderado por el Partido Comunista (PC) y puso en duda la acusación de los disparos contra Jorge Ortiz. La parlamentaria señaló que «con este actuar, dudo hasta de sus informes», con lo que generó rechazo por parte de diversos actores políticos. El director del INDH, Sergio Micco, desmintió las acusaciones.
El 26 de diciembre de 2019, se viralizó una entrevista del presidente Sebastián Piñera con CNN en Español, donde el mandatario aseguró que muchos de los videos que muestran violaciones a los derechos Humanos en Chile son grabados en el extranjero o que son derechamente falsos. Los adjetivos “mentiroso”, “mitómano” y “negacionista” se convirtieron en trending topic en Twitter, luego del rechazo político y civil a sus declaraciones. Piñera al día siguiente, indicó a través de su cuenta de Twitter que había cometido ciertas imprecisiones durante la entrevista.

### Querellas penales por delitos y crímenes de lesa humanidad
El abogado chileno Carlos Zambrano presentó un recurso de amparo contra el presidente de la República Sebastián Piñera, alegando que el decreto supremo N.° 472 para declarar estado de excepción hacía casi dos semanas sería ilegal.
El 1 de noviembre de 2019, la dirigente social Roxana Miranda y la abogada de derechos humanos, Mónica Araya Flores, presentaron ante tribunales una acción penal contra Sebastián Piñera y el recién renunciado Andrés Chadwick, por delitos de lesa humanidad. El 4 de noviembre de 2019, 16 abogados de la Defensoría Popular, la Cooperativa Jurídica y el Comité de Defensa del Pueblo Hermanos Vergara Toledo, presentaron una querella por el delito de crimen de lesa humanidad, establecido en la Ley 20 357, al 7° Juzgado de Garantía de Santiago, contra el presidente Piñera. En diciembre, el senador Alejandro Navarro presentó la querella por presuntos delitos de lesa humanidad en contra del presidente de la República. El 17 de diciembre de 2019, el 7° Juzgado de Garantía de Santiago declaró admisible el trámite que interpuso el senador Navarro. «Será castigado con presidio mayor en cualquiera de sus grados, siendo el grado máximo una pena que va desde 15 años y un día a 20 años», pronosticó el senador.
El 14 de enero de 2020, la coalición política Frente Amplio, presentó al Centro de Justicia de Santiago, una querella criminal por presuntos delitos de lesa humanidad contra el Presidente Sebastián Piñera; el ministro del Interior, Gonzalo Blumel; el general director de Carabineros, Mario Rozas; el intendente de la Región Metropolitana, Felipe Guevara; y el exministro del Interior, Andrés Chadwick. En la acción judicial, de 32 páginas, se hacen presente una serie de delitos que se habrían cometido en el marco de las protestas sociales en Chile, desde el 18 de octubre a la fecha: Homicidios, torturas y apremios ilegítimos, físicos, mentales y sexuales, violaciones, privación de libertad arbitraria, detenciones selectivas de personas, detenciones ilegales, privación de libertad física, sin atender a la entrega de información referente al paradero del detenido y mutilación de ojos. El 17 de enero de 2020, el 7° Juzgado de Garantía de Santiago declaró admisible la querella por crímenes de lesa humanidad en contra el presidente de la República y de las autoridades de Estado.

## Informe de Amnistía Internacional
El 21 de noviembre de 2019, durante una conferencia de prensa, la directora de Amnistía Internacional Erika Guevara-Rosas junto a su directora ejecutiva Ana Piquer y la investigadora Pilar Sanmartín presentaron parte de un informe que el organismo entregó sobre las violaciones de derechos humanos en el contexto de las manifestaciones. 
Entre la información expuesta por la comitiva se encuentran los siguientes datos:
- El organismo analizó 23 casos "emblemáticos" en Valparaíso, Tarapacá, Bío-Bío, Maule, La Arauanía y once comunas de Santiago, basándose en 130 piezas audiovisuales.
- Se utilizó armamento militar para controlar las protestas, a veces de manera indiscriminada.
- Se registraron once casos de bombas lacrimógenas lanzadas a colegios, universidades, viviendas y hospitales
- Se documentaron cinco muertes por agentes del Estado (cuatro por militares y una por Carabineros), más de 2300 personas lesionadas (1400 de ellas por armas de fuego), cinco lesiones oculares por perdigón y veinte casos de uso de escopetas como principal herramienta para dispersar las manifestaciones.
- Se registró un número significativo de atropellos y de intentos de atropello con nueve videos que, de acuerdo con la investigadora, eran suficiente prueba para demostrar que no fue por negligencia sino que por dolo.
- Más de 1000 casos de tortura y tratos crueles, inhumanos y degradantes.
- Setenta delitos sexuales cometidos por funcionarios públicos, incluidas violaciones, abusos, desnudamientos forzadas y amenazas sexuales.
- Se registraron agresiones a defensores de los Derechos Humanos, incluidos personal médico y del Instituto Nacional de los Derechos Humanos y se dio como ejemplo el caso de Jorge Ortiz.
- El Ejército y Carabineros ejerció ataques generalizados en contra de la población usando la fuerza de manera innecesaria para dañar y persuadir a las personas para que dejaran de manifestarse. Se consideran “ataques” porque son múltiples actos de violencia armada, de tortura y de carácter físico y psicológico; y "generalizados" porque no son aislados, sino que se sostuvieron en diferentes puntos del país para castigar a quienes se manifestaran y cuentan con un modus operandi.

Durante la conferencia de prensa, la directora de Amnistía Internacional comentó que la institución había recibido denuncias de periodistas atacados por las fuerzas armadas y que la cifra de lesiones oculares había dado la vuelta al mundo por su especificidad. Además recalcó que la responsabilidad era del presidente al no dar instrucciones claras a las fuerzas armadas durante el estado de emergencia y también del alto mando de Carabineros al declarar que no daría de baja a ningún carabinero aunque lo obligaran a hacerlo. Guevara-Rosas finalizó su intervención diciendo que el organismo le había solicitado una reunión al presidente una semana atrás para entregarle la evidencia con las más de 10 000 denuncias, pero que no había recibido ninguna respuesta.
Durante la ronda de preguntas, la comitiva dejó en claro que debía haber muchos otros casos de heridos y de violaciones; y recalcó que la composición de las balas en las armas no era tan importante como el uso indiscriminado que se les daba a las armas de fuego porque si los balines hubiesen sido de goma habrían provocado los mismos daños oculares al ser dirigidos al torso, el cuello y el rostro.

### Informe 2023/24
Según el Informe Anual de Amnistía Internacional de 2023/24 aún persiste impunidad respecto a las vulneraciones cometidas durante el estallido social. El documento señala que hasta diciembre de 2023 se han presentado 127 cargos respecto a las 10.142 denuncias realizadas. Asimismo, resultaron 38 sentencias condenatorias y 17 absolutorias.

### Reacciones
Una vez finalizada la conferencia de prensa, ese mismo 21 de noviembre la subsecretaria de Derechos Humanos, Lorena Recabarren, declaró que el gobierno rechazaba categóricamente el informe, insistió en que la única política del gobierno era de resguardar y proteger los derechos humanos y que el informe incluía aseveraciones irresponsables sin el respaldo correspondiente.
Más tarde, la coronel Karina Soza, en representación de Carabineros de Chile, declaró que la institución está compuesta por profesionales con una capacitación continua propensa a errores humanos y que casi 2000 uniformados habían sido lesionados.
El Ejército, la Armada y la Fuerza Aérea de Chile publicaron una declaración en la que rechazaron categóricamente el informe de Amnistía Internacional con el argumento de que no existió ninguna política para dirigir ataques generalizados o sistemáticos a la población civil. De acuerdo con los organismos, actuaron ajustándose a las normas del uso de la fuerza y a los principios de proporcionalidad correspondientes y la denuncia no contiene ninguna prueba directa ni indirecta.
Al día siguiente, el 22 de noviembre de 2019, el ministro de defensa Alberto Espina defendió tajantemente a las Fuerzas Armadas, al Ejército y a la aviación del país y declaró un hecho grave y absolutamente falso que las Fuerzas Armadas, el Ejército y la aviación estuvieran cometiendo ataques generalizados y añadió que era una imputación inaceptable sin fundamentos ni antecedentes que la justificara.

## Informe deHuman Rights Watch
El 26 de noviembre de 2019 el Observatorio de Derechos Humanos (Human Rights Watch) publicó en su sitio web un informe que detalla abusos de poder por parte de la fuerza pública e hizo un llamado urgente a la reforma de Carabineros de Chile. El reporte detalla sucesos de violencia desmedida, incumplimiento de leyes por parte del organismo e irregularidades importantes en su administración interna.
La HRW explica en los datos introductorios del informe que se había reunido con el presidente de la República ese mismo día para entregar evidencia de uso de fuerza excesivo contra manifestantes y transeúntes, así como recomendaciones para que Carabineros previniera abusos y fortaleciera sus mecanismos de supervisión. La organización entrevistó a más de setenta personas de Santiago y Valparaíso y constató abusos policiales en calles y comisarías, víctimas de perdigón por escopetas militares e impactos de gas lacrimógeno al rostro y el cuerpo.
También recaudó pruebas que demostraban que miembros de Carabineros de Chile habían usado la fuerza de manera excesiva y de que habían herido a miles de personas que no necesariamente participaron en hechos violentos durante las manifestaciones.[cita requerida]

### Detalle del informe
El informe del Observatorio de Derechos Humanos señala que la escopeta antidisturbios fue causante principal de las más de 220 lesiones oculares que documentó el Instituto Nacional de Derechos Humanos y determina que ciertos miembros de Carabineros golpearon “ferozmente”, atropellaron con vehículos y motocicletas y dispararon con municiones bean bag y cartuchos de gas lacrimógeno a los manifestantes.
También detalla 341 querellas presentadas ante el INDH y que corresponden a torturas y tratos inhumanos, con otras 74 correspondientes a abusos sexuales. De acuerdo con el informe, la desnudez forzada fue recurrente y ya ocurría antes de las manifestaciones pese a que había sido prohibida desde marzo de 2019; y observa una inclinación de esta práctica en mujeres y niñas.
El informe relata algunos de los testimonios de las víctimas e incluye muestras fotográficas y cifras como prueba. También presenta sugerencias en cinco apartados, los cuales se resumen a continuación.
1. Uso indiscriminado e indebido de armas de fuego: entre las heridas más graves provocadas por armas de fuego se encuentran las lesiones oculares. Hasta el 19 de noviembre de 2019 el 77 % de estas lesiones habían sido provocadas por perdigones. La segunda causa más común de lesiones fueron los impactos por cartuchos de gas lacrimógeno.
2. Amplias facultades de detención: además de detener a personas en flagrancia, Carabineros podía realizar detenciones preventivas basándose en "indicios" de que se hubiese cometido una falta, lo que el informe considera propicio para que existieran detenciones arbitrarias. Añade que no existe ningún registro de personas detenidas con el control de identidad en el contexto de las manifestaciones y que los fiscales que investigaban los delitos de carabineros no visitaban las comisarías para monitorear las condiciones en que se habían realizado las detenciones.
3. Maltratos, abuso sexual y torturas durante la detención: el informe constata un número de carabineros que habían forzado el desnudamiento de personas, aunque no hubiese existido sospecha de que portaran contrabando. También denuncia la ausencia de cámaras de seguridad y la falta de almacenamiento en las dependencias de carabineros, lo que significaba un obstáculo importante en la investigación de abusos de Carabineros en las comisarías. Además, considera que las condiciones de la constatación de lesiones era preocupante, ya que se realizaban en cubículos sin que la persona detenida gozara de privacidad y que muchas veces el propio carabinero que había realizado la detención se encontraba presente y se resistía a abandonar el lugar.
4. Insuficiente rendición de cuentas interna: el Observatorio declara que no se halló información pública sobre las 273 investigaciones administrativas contra Carabineros y afirma que el sistema de procedimiento interno del organismo carecía de independencia y transparencia. Cualquier irregularidad las investigaba una subdirección de asuntos internos y podía derivarla a un sector en el que podía estar trabajando el propio carabinero investigado. Los resultados pasaban a coroneles que no siempre contaban con una formación de abogados y emitían una recomendación disciplinaria; para que luego la decisión la tomara el superior inmediato a la persona investigada.
5. Condiciones de trabajo extenuantes para Carabineros: el informe reporta que Carabineros movilizó a 20 000 de los 60 000 miembros para responder a las manifestaciones y que solo 1400 pertenecían a las Fuerzas Especiales. Señala, además, que se movilizaron a agentes administrativos que habían recibido una capacitación de solo un día.

El reporte sugiere reformas urgentes para Carabineros de Chile, entre las que se destacan las siguientes:
- Suspender el uso de perdigones.
- Estudiar el uso de equipos alternativos que minimicen las lesiones.
- Revisar las facultades de detención para prevenir su uso arbitrario.
- Sancionar a quienes incumplan la prohibición de desnudamiento forzado vigente.
- Garantizar equipos de protección adecuados, tiempos de descanso y remuneración de horas extra.
- Adoptar un protocolo de salud para que los detenidos se sometan a revisiones forenses independientes,
- asegurar que existan mecanismos internos para investigar y sancionar el uso de armas indebido.
- Reformar el sistema disciplinario para que las decisiones las adopte una autoridad externa a su cadena de mando.
- Instalar cámaras de seguridad en todas las áreas de las comisarías y establecer un sistema de almacenamiento para las grabaciones.
- Reforzar el entrenamiento de todos los carabineros armados para controlar las manifestaciones.

#### Reacciones
Cuando el informe salió a la luz, la Subsecretaría de Derechos Humanos leyó un comunicado en el que valoraba las recomendaciones de la HRW y anunció que el Ministerio del Interior y Seguridad Pública solicitaría al General director de Carabineros un informe con propuestas de corrección, instrucción y sanción para aquellos actos que se alejaran de los protocolos establecidos; además de la creación de un "grupo" para proponer medidas en relación con la modernización de Carabineros.

## Comisión  Interamericana de Derechos Humanos
En enero de 2022, la Comisión Interamericana de Derechos Humanos publicó un informe sobre las causas y consecuencias de las protestas ocurridas en Chile. El informe, titulado "Situación de Derechos Humanos en Chile", fue escrito tras efectuar una visita in loco al país, entre el 25 y el 31 de enero de 2020. En el documento se estableció que existió un uso excesivo de la fuerza por parte del Estado en contra del ejercicio al derecho a la protesta pacífica. La última vez que la Comisión había publicado un documento dedicado a un análisis integral de la situación de los derechos humanos en Chile ocurrió 37 años atrás.
El informe destacó la instalación de la Convención Constitucional como respuesta democrática al estallido social. Según la Comisión, "este proceso representa un paso histórico hacia la reconciliación y una oportunidad única para revertir la situación actual hacia una nueva etapa de pleno goce de DD.HH. para todas las personas".

## Declaraciones de Sergio Micco
En 2022, el ex director del Instituto Nacional de Derechos Humanos, Sergio Micco, realizó una declaración en su cuenta de Twitter que denominó "Las siete verdades", haciendo referencia a su gestión durante la como cabeza del INDH en el marco del Estallido social de 2019, en ellas señala que durante ese periodo se produjeron las más graves violaciones a los DD.HH desde el retorno a la democracia y que el Estado no ha hecho nada para esclarecer estos acontecimientos, sin embargo según sus palabras “Hasta el día de hoy nadie ha comprobado que en Chile, el Estado de Chile organizó y ejecutó un ataque masivo a la población civil, pactando la impunidad. No hay ningún informe internacional de derechos humanos que diga lo contrario, ni tampoco el INDH”, desacreditando así cualquier interpretación en relación con que durante el estallido social se produjeron violaciones sistemáticas a los DD.HH..
También detalla en su declaración que el Instituto Nacional de Derechos Humanos fue objeto de presiones constantes por parte de ciertas organizaciones sociales, así como por el PCCh y el Frente Amplio que gatillaron en la toma del establecimiento durante 2021 que duró 8 meses, para así incidir en un cambio de postura del INDH y establecer que el Estado de Chile cometió violaciones sistemáticas a las garantías fundamentales tras el estallido social, así como asegurar que las personas detenidas durante los desmanes en el estallido social eran presos políticos. 